# A csodacsapat
A csodacsapat (eredeti cím: Les Seigneurs) 2012-ben bemutatott francia sport-filmvígjáték, melyet Olivier Dahan rendezett. A főszerepben José Garcia, Franck Dubosc, Jean-Pierre Marielle, Gad Elmaleh, Omar Sy és Ramzy Bedia látható.
A filmet Franciaországban 2012. szeptember 26-án mutatták be, Magyarországon 2013. március 8-án az MTVA jóvoltából.

## Rövid történet
Egy Bretagne-ban élő egykori futballista beszervezi régi csapattársait, hogy segítsenek a helyi halászoknak nyerni néhány meccset – ezzel pénzt gyűjtve és munkahelyeket megmentve.

## Cselekmény
Patrick Orbéra, az egykori nagyszerű labdarúgó ma már alkoholista. Miután a Téléfoot forgatásán megtámad egy játékvezetőt, a törvény arra kötelezi, hogy állandó munkát keressen. A bretagne-i kis Molène-szigeten toborozzák edzőnek. Az amatőrök éppen a Francia Kupa 7. fordulójába kvalifikálták magukat. Szembesülve a játékosok amatőrségével, akik a bezárással fenyegetett helyi konzervgyár, a La Molénaise alkalmazottai voltak, úgy dönt, hogy a francia válogatottból toborozza egykori csapattársait a továbbjutás érdekében: Léandri színdarabot akar előadni, hogy beleegyezzen a játékba, Ziani felfedezi, hogy még mindig vannak rajongói, Berda kiszabadul a börtönből és csatlakozik a csapathoz, hogy megmeneküljön egykori fegyveres riválisaitól, Marandella elhagyja éjszakai klubját azzal a feltétellel, hogy középcsatárnak nevezik ki, és nem kapusnak, Weké elhiteti a feleségével, hogy egy thalassoterápiás központba megy, hogy orvosolja a szívproblémáit.
A csapat más regionális klubok felett aratott győzelmét követően a klub bejut a legjobb 32 közé. De ahhoz, hogy megmentsék a konzervgyárat a csődtől, le kell győzniük az Olympique de Marseille csapatát.

## Szereplők
| Szerep             | Színész              | Magyar hang         |
| ------------------ | -------------------- | ------------------- |
| Patrick Orbéra     | José Garcia          | Gesztesi Károly     |
| Titouan Leguennec  | Jean-Pierre Marielle | Reviczky Gábor      |
| David Léandri      | Franck Dubosc        | Rudolf Péter        |
| Rayane Ziani       | Gad Elmaleh          | Kerekes József      |
| Wéké N'Dogo        | Omar Sy              | Kálid Artúr         |
| Önmaga             | Jean Reno            | Mészöly Kálmán      |
| Floria             | Frédérique Bel       | Földes Eszter       |
| Marandella         | Ramzy Bedia          | Scherer Péter       |
| Shaheef Berda      | Joey Starr           | Ganxsta Zolee       |
| Gourvenec, a kapus | Ludovic Berthillot   | Törköly Levente     |
| Kommentátor        | Arsène Mosca         | Gundel Takács Gábor |
| Kommentátor        | Laurent Biras        | Knézy Jenő          |

## A film készítése
Az eredetileg 2012. április 11-re tervezett film bemutatását 2012. szeptember 26-ra halasztották a Quinta Industries speciális effektekkel foglalkozó cég csődje miatt.
A film konzervgyárban játszódó jeleneteit 2011 júliusában forgatták a Concarn konzervgyárban (Gonidec - Les Mouettes d'Arvorban). A mérkőzés végén a Gortoz a ran című dal szól, amelyet a bretagne-i Denez Prigent írt és adott elő, az ausztrál Lisa Gerrard kíséretében. A stáblista a Love is All című dallal kezdődik, amelyet Ronnie James Dio énekel.

## Fordítás
- Ez a szócikk részben vagy egészben  a   Les Seigneurs (film, 2012) című francia Wikipédia-szócikk fordításán alapul.  Az eredeti cikk szerkesztőit annak laptörténete sorolja fel. Ez a jelzés csupán a megfogalmazás eredetét és a szerzői jogokat jelzi, nem szolgál a cikkben szereplő információk forrásmegjelöléseként.